# Ierse Vrijstaat
De Ierse Vrijstaat (Iers: Saorstát Éireann; Engels: The Irish Free State) was de naam die het zuiden van Ierland aannam na ondertekening van het vredesverdrag op 6 december 1921 met Groot-Brittannië dat een einde maakte aan de Ierse onafhankelijkheidsstrijd.
De Vrijstaat zou als dominion onderdeel blijven van het Gemenebest (als Commonwealth realm) en met het Statuut van Westminster vrijwel volledig onafhankelijk worden. Nadat in 1937 een nieuwe grondwet werd aangenomen beschouwde Ierland zich zelf niet langer als deel van het Gemenebest. Met het uitroepen van de republiek in 1949 werd ook de laatste band met Londen verbroken. Sindsdien wordt het land aangeduid als Ierland.

## Cumann na nGaedheal
De Ierse Vrijstaat werd geleid door de afgesplitste leden van Sinn Féin, die zichzelf Cumann na nGaedheal noemde. Michael Collins werd als voorzitter van de provisional government leider van de regering. Onenigheid leidde tot een burgeroorlog (1922-1923), waarin Collins werd doodgeschoten in een hinderlaag in Béal na mBláth. Na zijn dood nam William Thomas Cosgrave het leiderschap over. De Ierse Vrijstaat staat voor sommigen voor het begin van Ierse democratie, voor anderen staat het voor een periode van sociaal en cultureel conservatisme. Respectievelijk zou je deze categorieën kunnen indelen in het Fine Gael en Fianna Fáil kamp, politieke partijen die langs de ideologische lijnen van de burgeroorlog politiek bedreven.